# KCTD2
KCTD2 (англ. Potassium channel tetramerization domain containing 2) – білок, який кодується однойменним геном, розташованим у людей на довгому плечі 17-ї хромосоми. Довжина поліпептидного ланцюга білка становить 263 амінокислот, а молекулярна маса — 28 527.
| 10         |  | 20         |  | 30         |  | 40         |  | 50         |
| ---------- |  | ---------- |  | ---------- |  | ---------- |  | ---------- |
| MAELQLDPAM |  | AGLGGGGGSG |  | VGDGGGPVRG |  | PPSPRPAGPT |  | PRGHGRPAAA |
| VAQPLEPGPG |  | PPERAGGGGA |  | ARWVRLNVGG |  | TYFVTTRQTL |  | GREPKSFLCR |
| LCCQEDPELD |  | SDKDETGAYL |  | IDRDPTYFGP |  | ILNYLRHGKL |  | IITKELAEEG |
| VLEEAEFYNI |  | ASLVRLVKER |  | IRDNENRTSQ |  | GPVKHVYRVL |  | QCQEEELTQM |
| VSTMSDGWKF |  | EQLISIGSSY |  | NYGNEDQAEF |  | LCVVSRELNN |  | STNGIVIEPS |
| EKAKILQERG |  | SRM        |  |            |  |            |  |            |

A: Аланін

C: Цистеїн

D: Аспарагінова кислота

E: Глутамінова кислота

F: Фенілаланін

G: Гліцин

H: Гістидин

I: Ізолейцин

K: Лізин

L: Лейцин

M: Метіонін

N: Аспарагін

P: Пролін

Q: Глутамін

R: Аргінін

S: Серин

T: Треонін

V: Валін

W: Триптофан

Кодований геном білок за функцією належить до фосфопротеїнів. 
Задіяний у такому біологічному процесі, як ацетилювання. 